# كيم ماتولا

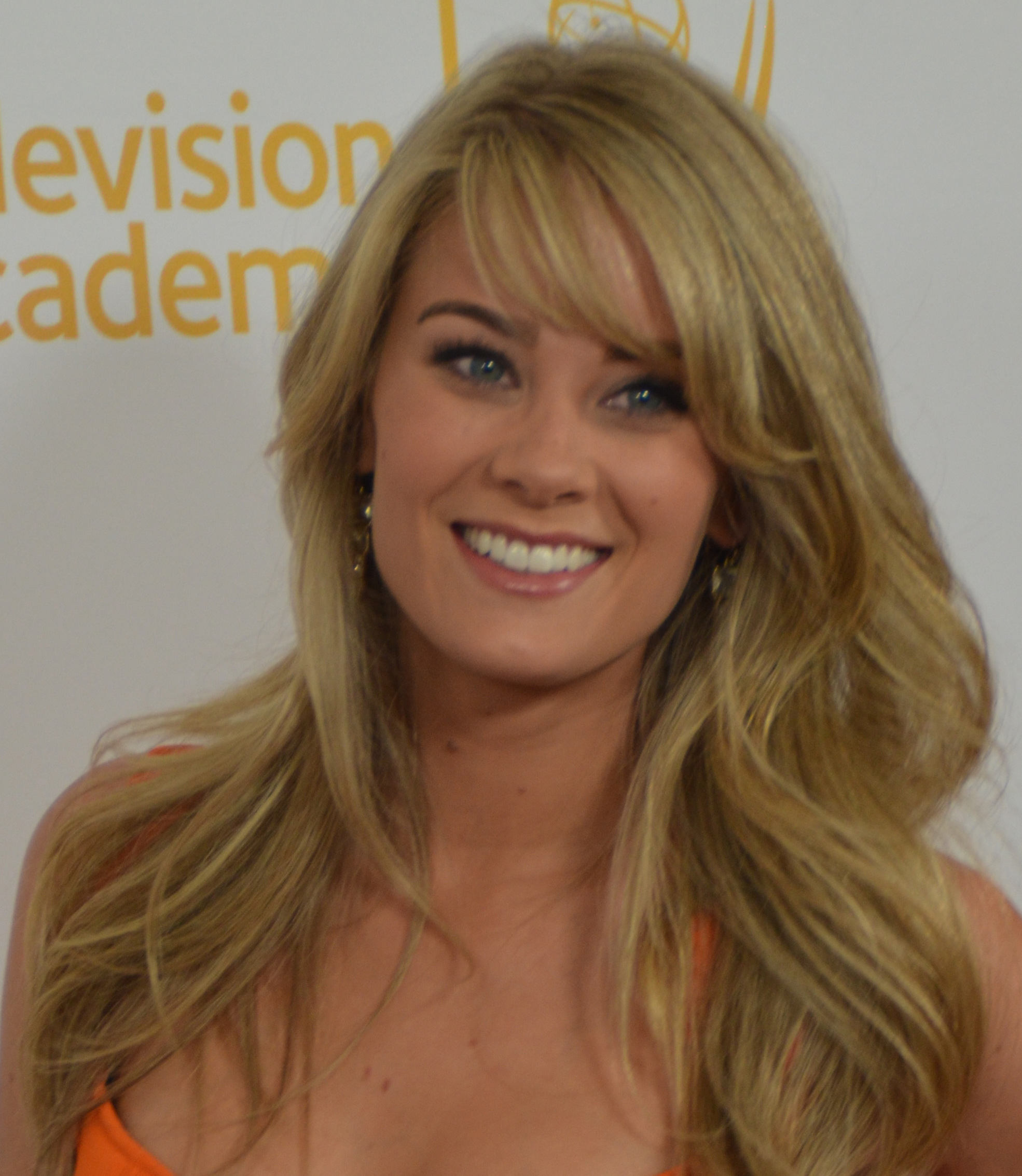

كيمبرلي ماري ماتولا تعرف بأسم كيم ماتولا (من مواليد 23 أغسطس 1988) وهي ممثلة أمريكية، وعرفت بدورها هوب لوغان في مسلسل سي بي إس النهاري الجريء و الجميلة. كانت في المسلسل لمدة 5 سنوات لكنها قررت أن تخرج لمتابعة أحلامها بالعمل في مشاريع أخرى. ومنذ ذلك الحين صورت دور دونا في «دورية الفجر». أيضا في «ربما يوما ما» ومن المقرر أن يكون لها العديد من المشاريع المستقبلية أيضا

## حياتها ومهنتها
ولدت ماتولا فيفورت وورث، تكساس لعائلة ديفيد وكارين ماتولا. هي من أصل نرويجي. ماتولا قد حلمت دائما بالتمثيل وتصوير أشرطة فيديو التمثيل لها. درست السينما في جامعة تكساس في أرلينغتون، ولكن خرجت بسبب مهنة التمثيل في عام 2008، ظهرت ماتولا في فيلم ملكة الحجم، وفي العام الذي يليه انتقلت إلى لوس انجليس، ثم في عام 2010، حصلت على دور هوب لوغان في CBS المسلسل النهاري الجريء والجميلة.
في 2014 , ماتولا ترشحت لجائزة ممثلة الشابة عن المسلسلات الصباحية في حفل جائزة ايمي., في 2014 تم الإعلان أن ماتولا لن تجدد العقد مع الشركة المنتجة للمسلسل.

## وصلات خارجية
- كيم ماتولا على موقع IMDb (الإنجليزية)
- كيم ماتولا على موقع ألو سيني (الفرنسية)
- كيم ماتولا على موقع أول موفي (الإنجليزية)
- كيم ماتولا على موقع قاعدة بيانات الفيلم (الإنجليزية)
- كيم ماتولا على موقع كينوبويسك (الروسية)